# Festival international du film policier de Beaune 2018
Le Festival international du film policier de Beaune 2018, 10e édition du festival, s'est déroulé du 4 au 8 avril 2018.

## Déroulement et faits marquants
Pour cette édition, Lambert Wilson est président du jury, Lucas Belvaux est président du jury sang neuf et un hommage est rendu à David Cronenberg.
Le 8 avril 2018, le palmarès est dévoilé : le Grand Prix est décerné au film chinois Une pluie sans fin (The Looming Storm) de Dong Yue, le Prix du Jury au film sud-coréen Memoir of a Murderer de Won Shin-yun, le Prix de la critique au film danois The Guilty de Gustav Möller, le Prix spécial police au film belge Une part d'ombre de Samuel Tilman et le Prix sang neuf au film indien Ajji de Devashish Makhija,.

## Les jurys

### Compétition
- Lambert Wilson (président du jury), acteur
- Hélène Fillières, actrice, réalisatrice
- Radu Mihaileanu, réalisateur
- Alice Pol, actrice
- Géraldine Pailhas, actrice
- Jérôme Bonnell, réalisateur
- Arnaud des Pallières, réalisateur

### Compétition sang neuf
- Lucas Belvaux (président du jury), réalisateur, acteur
- Chad Chenouga, réalisateur, acteur
- Catherine Frot, actrice
- Audrey Pulvar, journaliste
- Malik Zidi, acteur

## Sélection

### En compétition
- Frères de sang (La terra dell'abbastanza) des frères D'Innocenzo  Italie
- Jersey Affair de Michael Pearce  Royaume-Uni
- Memoir of a Murderer de Won Shin-yun  Corée du Sud
- Piercing de Nicolas Pesce  États-Unis
- The Guilty de Gustav Möller  Danemark
- Une pluie sans fin (The Looming Storm) de Dong Yue  Chine
- The Third Murder de Hirokazu Kore-eda  Japon
- Une part d'ombre de Samuel Tilman  Belgique

### En compétition sang neuf
- À quatre mains (Die Vierhändige) de Oliver Kienle  Allemagne
- Ajji de Devashish Makhija  Inde
- Le Dossier Mona Lina d'Eran Riklis  Israël
- Love Me Not d'Alexandros Avranas  Grèce
- Sicilian Ghost Story de Fabio Grassadonia et Antonio Piazza  Italie
- Une prière avant l'aube de Jean-Stéphane Sauvaire  France

### Hors compétition
- Fleuve noir d'Érick Zonca  France
- Game Night de John Francis Daley et Jonathan Goldstein  États-Unis
- Les Évadés de Maze (Maze) de Stephen Burke  Irlande
- Section 99 (Brawl in Cell Block 99) de S. Craig Zahler  États-Unis
- Sherlock Gnomes de John Stevenson  États-Unis
- Spinning Man de Simon Kaijser da Silva  États-Unis

### La séance culte
- Série noire d'Alain Corneau

### Hommage àDavid Cronenberg
- Dead Zone (The Dead Zone)
- Faux-semblants (Dead Ringers)
- Crash
- A History of Violence
- Les Promesses de l'ombre (Eastern Promises)
- Cosmopolis
- Maps to the Stars

## Palmarès
- Grand Prix : Une pluie sans fin (The Looming Storm) de Dong Yue
- Prix du Jury : Memoir of a Murderer de Won Shin-yun
- Prix de la critique : The Guilty de Gustav Möller
- Prix spécial police : Une part d'ombre de Samuel Tilman
- Prix sang neuf : Ajji de Devashish Makhija
- Prix Claude Chabrol : Petit Paysan d'Hubert Charuel